# I temerari
I temerari (The Gypsy Moths) è un film del 1969 diretto da John Frankenheimer con Burt Lancaster, Deborah Kerr e Gene Hackman.
Cast tecnico di prim'ordine, grazie alla presenza del compositore Elmer Bernstein alle musiche e di Joseph McMillan Johnson agli effetti speciali visivi, entrambi vincitori dell'Oscar nelle rispettive categorie. Da segnalare anche le "straordinarie sequenze aeree di Carl Boenisch che arrivò a lanciarsi con il paracadute riprendendo a mezz'aria le acrobazie".

## Trama
Un team di paracadutismo chiamato "I temerari" visita una piccola città in Kansas per mettere su uno spettacolo. Il loro leader, Mike Rettig, è accompagnato dai suoi partner, Joe Browdy e Malcolm Webson.
I paracadutisti restano a casa dello zio e della zia di Malcolm, John ed Elizabeth Brandon. Le distrazioni iniziano quasi subito quando Mike diventa sentimentalmente coinvolto con Elizabeth, il cui marito li sente amoreggiare nella loro casa. Malcolm s'innamora della studentessa locale Annie Burke, pensionante in casa Brandon, mentre Joe si interessa a una ballerina del topless bar.
Mike alla fine chiede a Elizabeth di lasciare la città con lui, ma lei rifiuta. Durante la successiva esibizione di paracadutismo, Mike intende fare una spettacolare acrobazia cape salto, ma non riesce a tirare la corda di strappo e colpisce il terreno a più di 200 miglia all'ora. Anche se nessuno vuole discuterne, vi è il sospetto che si sia suicidato. Quella notte, Annie consola appassionatamente Malcolm. Prima che la squadra parta definitivamente, devono seppellire Mike. Per pagare il funerale, Malcolm fa la stessa acrobazia che ha ucciso Mike e se ne va con il treno quella notte senza partecipare al funerale di Mike.

## Produzione
Oltre a Lancaster, del cast fanno parte Gene Hackman, reduce dal successo di Gangster Story; Deborah Kerr, che ritrova Lancaster per la terza volta dopo Da qui all'eternità (1953) e Tavole separate (1958).
Scott Wilson sostituisce John Phillip Law che si era rotto un polso.